# Puente de las Agujas (Venecia)
El puente de las Agujas (del italiano: Ponte delle Guglie) es un puente de Venecia (Véneto, Italia) ubicado en el sestiere Cannaregio. 

## Descripción
Constituido por un solo arco, es el único puente veneciano adornado con pináculos ubicados en la base de los pasamanos: le guglie, de las que toma su nombre. 
Inicialmente finalizado en 1580, fue reconstruido en 1823 con la adición de le guglie (las agujas). Fue restaurado nuevamente en 1987, para la incorporación de un camino para el tránsito de personas con movilidad reducida. Antes de su restauración los escalones eran de asfalto, actualmente son de piedra. 
Para los que vienen a pie desde Piazzale Roma o desde la estación de trenes de Santa Lucía el puente los introduce en el Gheto de Venecia y en el nuevo camino hacia la Plaza de San Marcos. 
El puente atraviesa el canal de Cannaregio justo antes de su confluencia con el Gran Canal.